# Epistola sobornicească a lui Iacov
Epistola catolică a lui Iacob sau Epistola Sobornicească a Sfântului Apostol Iacov este o carte a Noului Testament. 
Opinia critică majoritară este că a fost scrisă sub nume fals.
Epistola lui Iacob face parte din „Antilegomena lui Luther”, împreună cu Evrei, Iuda și Apocalipsa lui Ioan.